# Nowy Świat (Rybna)
Nowy Świat – część wsi Rybna w Polsce położona w województwie małopolskim, w powiecie krakowskim, w gminie Czernichów.
W latach 1975–1998 Nowy Świat należał administracyjnie do województwa krakowskiego.
Nowy Świat położony jest na południowych stokach Garbu Tenczyńskiego, w północnej części wsi Rybna. Płynie tu bezimienny potok, który ma źródło w północno-zachodniej części Nowego Świata i wpada do potoku Rybnianka.